# Senna angustisiliqua
Senna angustisiliqua là một loài thực vật có hoa trong họ Đậu. Loài này được (Lam.) H.S.Irwin & Barneby miêu tả khoa học đầu tiên.